# Thaxteria kunkelii
Thaxteria kunkelii är en svampart som beskrevs av Giard 1892. Thaxteria kunkelii ingår i släktet Thaxteria och familjen Nitschkiaceae.   Inga underarter finns listade i Catalogue of Life.